# Arndt Geiwitz
Arndt Björn Geiwitz (* 29. April 1969 in Ulm) ist ein deutscher Wirtschaftsprüfer und Steuerberater. Er hatte bei der Sanierung von Schlecker und Galeria Karstadt Kaufhof mitgewirkt.

## Leben
Geiwitz entstammt einem unternehmerischen Elternhaus. Nach dem Abitur an der Schule Schloss Salem 1988 absolvierte Geiwitz ein Studium der Betriebswirtschaftslehre an der Universität Passau, das er mit einem Diplom 1994 abschloss. Anschließend war er im familiären Schuhhandel tätig. Er bildete sich zum Wirtschaftsprüfer und Steuerberater weiter und ist seit 2000 als Insolvenzverwalter bestellt. 1995 trat er in die Wirtschaftskanzlei von Werner Schneider ein, deren Geschäftsführer er später wurde.
Geiwitz war 2012 als Insolvenzverwalter der Drogeriekette Schlecker mit 20.000 Angestellten beauftragt. Im selben Jahr war er als Insolvenzverwalter für die Leiser Handelsgesellschaft tätig. Im Insolvenzverfahren des Verlags Weltbild, bei Kögel Trailer und bei Kunert Fashion war Geiwitz ebenfalls bevollmächtigt.
Am 8. November 2023 wurde in der Presse veröffentlicht, dass Geiwitz die Restrukturierung der Signa Holding, Muttergesellschaft der Kaufhauskette Galeria Karstadt Kaufhof, von Eigentümer René Benko übernommen habe. Dafür übertrug Benko auch seinen Beiratsvorsitz an Geiwitz. Diese Pressemeldungen, er sei verantwortlich mit der Sanierung der Signa Holding betraut, erwiesen sich jedoch als verfrüht. Arndt Geiwitz übernahm lediglich ein Beratungsmandat bei der Signa Holding.
Geiwitz ist unter anderem Mitglied des Gravenbrucher Kreises und des Verbands der Insolvenzverwalter und Sachwalter Deutschlands.